# Williamsburgh Savings Bank Tower
Williamsburgh Savings Bank Tower este o clădire ce se află în New York City.

## Legături externe
- Emporise
- PropertySharks Arhivat în 18 februarie 2012, la Wayback Machine.
- NY Observer Ad Arhivat în 18 august 2016, la Wayback Machine.